# Аракелов, Геннадий Гургенович
Геннадий Гургенович Аракелов (15 июля 1939, Кировабад, Азербайджанская ССР, СССР — 26 января 2019, Москва, Россия) — советский и российский учёный в области психофизиологии, доктор психологических наук (1982), заслуженный профессор МГУ (2007). Работал профессором кафедры психофизиологии факультета психологии МГУ (с 1985 года). 

## Биография
Родился 15 июля 1939 года в армянской семье в городе Кировабаде. Похоронен на Борисовском  кладбище города Москвы.
Тема докторской диссертации: «Нейронные механизмы двигательного акта (на примере простых биологических систем)».

### Педагогическая работа
На факультете психологии МГУ им. М. В. Ломоносова читал общие курсы лекций:
- «Психофизиология»,
- «Физиология высшей нервной деятельности»,

А также спецкурсы:
- «Стресс и его механизмы»,
- «Психофизиология движения»,
- «Мозг и психика»,
- «Экологическая психология».

### Научная работа
Являлся признанным специалистом в области психофизиологии. Исследовал нейронные и молекулярные механизмы функционирования мозга.
Геннадий Аракелов обнаружил класс гигантских полифункциональных нейронов, интегрирующих в себе свойства сенсорных, моторных и центральных нейронов, что обеспечивает быстроту оборонительной реакции животных. Микроанатомия этих нейронов позволяет им выполнять командную синхронизирующую функцию в целостной оборонительной реакции. Изучал психофизиологические механизмы стресса.

## Публикации
Автор более 70 публикаций, в том числе:
- Нейронные механизмы движений. М., 1984;
- Компьютеризированный курс по физиологии высшей нервной деятельности. М., 1985;
- Что такое психология? (научный редактор учебника Ж. Годфруа. М., 1992).